# Раево (Калужская область)
Раево — деревня в Износковском районе Калужской области Российской Федерации. Входит в состав сельского поселения «Деревня Михали».

## Физико-географическое положение
Находится на северо-западной окраине Калужской области, на границе с Московской областью. Стоит на берегах реки Лужа. В геоморфологическом плане относится к Смоленско-Московской возвышенности. Ближайший город — Можайск (44 км), ближайшие населённые пункты — деревня Возжихино (2,5 км), село Передел (26 км объездным путём, 7 км по прямой).

## Этимология
1. «Рай» — милое, приятное место, источник наслаждение[3]
2. «Рай» — эхо, долгий и шумный гул, отзвук[4]

## История
В 1782 году деревня Раево упоминается во владении Петра Спиридоновича Сумарокова и Никиты Фёдоровича Дмуховского (старинный смоленский род) на реке Лужа.
| Параметры       | 1782      | 1863         | 1891         | 1914         | 2002         | 2010         |
| --------------- | --------- | ------------ | ------------ | ------------ | ------------ | ------------ |
| Название        | Раево     | Раево        | Раево        | Раево        | Раево        | Раево        |
| Население       | 91        | 256↗         |              |              |              | 78           |
| Дворов          | 18        | 23↗          |              |              |              |              |
| Статус          | Деревня   | Сельцо       | Село         | Сельцо       | Деревня      | Деревня      |
| Уезд(Область)   | Медынский | Медынский    | Медынский    | Медынский    | Калужская    | Калужская    |
| Стан(Район)     |           | 2            | 2            | 2            | Износковский | Износковский |
| Волость(сс, сп) |           |              | Межетчинская | Межетчинская | Лысковский   | Михали       |
| Владелец        |           | Владетельное | н/д          | н/д          |              |              |
| При нём         |           |              |              |              |              |              |

## Население
| 2002 | 2010 |
| ---- | ---- |
| 125  | ↘78  |